# Beate Thomann
Beate Thomann (* 18. November 1951 in Donndorf) ist eine deutsche Politikerin (Bündnis 90/Die Grünen). Sie war von 1994 bis 1998 Mitglied im Landtag Sachsen-Anhalt.

## Ausbildung und Leben
Beate Thomann besuchte die EOS Goethe-Schule in Roßleben und machte Berufsausbildung mit Abitur. 1970 bis 1974 studierte sie Chemie an der Humboldt-Universität zu Berlin. 1974 bis 1991 war sie im VEB Chemische Werke Buna in Schkopau tätig und dort Schichtleiterin, Abschnittsleiterin, Fachchemikerin und Dispatcherin im Schichteinsatz. 1991 bis 1992 machte sie eine Ausbildung zur Beauftragten für Umweltschutz beim Haus der Technik e. V. Essen.
Beate Thomann ist ledig.

## Politik
Beate Thomann trat nach der Wende Februar 1990 Mitglied bei den Grünen ein und war Oktober 1991 bis Juni 1993 Sprecherin des Landesvorstandes der Grünen Sachsen-Anhalt und Juni 1993 bis Juli 1994 Sprecherin Landesvorstand Bündnis 90/Die Grünen Sachsen-Anhalt. 1990 bis Juni 1994 war sie Gemeindevertreterin in Schkopau. Bei der Landtagswahl in Sachsen-Anhalt 1994 wurde sie über die Landesliste in den Landtag gewählt. Im Landtag war sie parlamentarische Geschäftsführerin der Fraktion Bündnis 90/Die Grünen, Mitglied in den Ausschüssen für Wirtschaft und Technologie, für Ernährung, Landwirtschaft und Forsten und für Gleichstellung.